# Marcus Tittius Frugi
Marcus Tittius Frugi war ein im 1. Jahrhundert n. Chr. lebender Angehöriger des römischen Senatorenstandes.
Durch die Schrift Bellum Iudaicum (Buch VI, 4, 3) von Flavius Josephus ist belegt, dass Frugi als Kommandeur (Legatus legionis) der Legio XV Apollinaris im Jahr 70 an einem Kriegsrat teilnahm, der von Titus während der Belagerung Jerusalems einberufen worden war. Frugi hatte vermutlich das Kommando über die Legion im Jahr 69 als Nachfolger von Titus übernommen, der seinerseits als militärischer Oberbefehlshaber im Jüdischen Krieg seinem Vater Vespasian nachfolgte.
Durch die Arvalakten ist belegt, dass Frugi im Dezember 80 zusammen mit Titus Vinicius Iulianus Suffektkonsul war.
Frugi ist durch eine weitere Inschrift belegt, die in Berytus gefunden wurde. Aus der Inschrift geht hervor, dass er Patron der Stadt war. Möglicherweise hatte er Titus als Legionskommandeur nach Berytus begleitet, wo dieser den Geburtstag seines Vaters am 17. November 70 durch Festspiele feiern ließ; aus diesem Anlass wurde Frugi vermutlich der Patronat angetragen.